# Le Monde diplomatique
Le Monde diplomatique è un giornale mensile francese di informazione ed opinione. Fondato nel maggio 1954 da Hubert Beuve-Méry, fu inizialmente concepito come supplemento al quotidiano Le Monde destinato alla "cerchia dei diplomatici ed alle grandi organizzazioni internazionali".

## Struttura e capitale

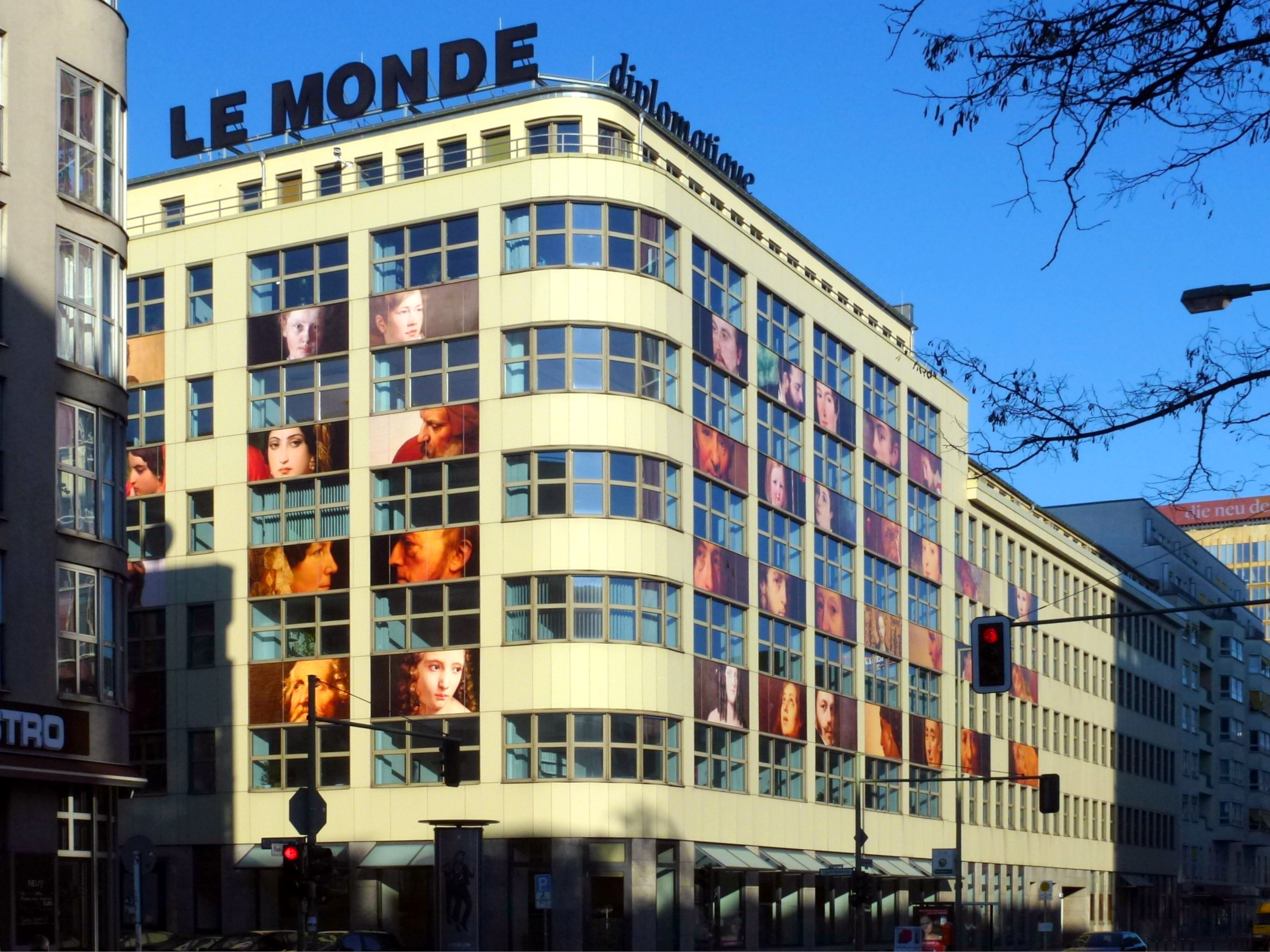
Edificio “Le Monde diplomatique” a Berlino-Kreuzberg; Rudi-Dutschke-Straße/Charlottenstraße

Le Monde Diplomatique si sforza di restare indipendente. Per questo limita al minimo le entrate pubblicitarie e tiene al blocco di minoranza rappresentato dai suoi lettori. Nel 2004 l'edizione francese è stata acquistata da 300.000 lettori, con un totale di lettori nel mondo attorno al milione di persone. Il giornale è disponibile in 26 edizioni straniere. L'edizione in italiano esce come supplemento mensile (il 15 o 16 di ogni mese) con il manifesto, quella in tedesco con Die Tageszeitung.
Il capitale del giornale è per il 49% in mano ai suoi lettori (tramite l'intermediaria Association des amis du Monde diplomatique, associazione degli amici) e per il 51% controllata dal quotidiano Le Monde.

## Linea editoriale
Le Monde diplomatique è un giornale d'opinione ma anche un giornale di documentazione ed inchiesta. Tratta una gran varietà di argomenti di importanza planetaria ed in primo luogo segue le relazioni internazionali. Il giornale dà una grande importanza alla qualità della redazione dei suoi articoli. Spesso questi sono scritti da scrittori professionisti o da specialisti internazionalmente riconosciuti, sovente membri delle grandi istituzioni sovranazionali.
Il mensile ha spesso dato origine a mobilitazioni e movimenti di contestazione. L'esempio più famoso è un editoriale scritto da Ignacio Ramonet nel 1997, che portò alla nascita di un'associazione internazionale, l'ATTAC, inizialmente votata alla promozione della Tobin tax, ma successivamente capace di intervenire su tematiche più ampie.
Nettamente schierato a sinistra, una delle sue tendenze principali nel corso del XX secolo è stata la contestazione dell'egemonia statunitense. Il periodico propone una critica ferma del neoliberismo a livello mondiale. Come si può leggere in un editoriale di Ignacio Ramonet:
(...) Da un certo punto di vista, la Cina rappresenta un caso da manuale ed anticipa le domande che ci dovremo fare domani a proposito dell'India, del Brasile, della Russia o del Sudafrica: come tirar fuori miliardi di persone dalla morsa del sottosviluppo senza inserirle in un modello produttivista e di consumo «all'occidentale», nefasto per il pianeta e mortale per l'umanità nel suo insieme?
Questa tendenza traspare ugualmente nel suo sostegno al presidente venezuelano Hugo Chávez e nella sua posizione moderata nella critica verso il governo comunista di Fidel Castro a Cuba.

## Dibattito suLe Monde diplomatique
Le Monde diplomatique è stato indicato da Edward S. Herman e Noam Chomsky, autori del modello di propaganda sulla faziosità dei media, come il miglior giornale del mondo. Collabora in programmi geopolitici con Radio Zinzine di Limans.

### Critica alla linea editoriale
Le critiche più frequenti arrivano dagli ambienti liberali, che avversano la linea editoriale del mensile, considerata da questi ambienti pregiudizialmente di sinistra. La redazione del giornale è inoltre accusata di avere pregiudizi contro il governo statunitense e il liberalismo.

### Polemica sulla pubblicità
Le critiche alla presenza di annunci pubblicitari sul giornale arrivano soprattutto da una parte dei lettori. La maggior parte delle volte le proteste riguardano pubblicità di attività che il giornale stesso critica aspramente, quali banche, assicurazioni o prodotti farmaceutici. Si teme che la presenza di questi annunci possa influenzare la linea editoriale e, in particolare, limitare la libertà d'espressione sui temi in questione.

## Comunicazione
Il 2 febbraio 1995 il giornale è stato il primo in Francia ad essere presente su Internet.
Le Monde diplomatique dispone di una piattaforma di social media dedicata agli Amici di Le Monde diplomatique.
Il giornale ha la particolarità di aver digitalizzato molto presto su un unico DVD-ROM, accessibile per l'acquisto, tutti gli articoli pubblicati nella sua edizione in francese fin dalla sua fondazione nel 1954, tedesco (stesso dal 1995), inglese (stesso dal 1996), spagnolo (stesso dal 1997), italiano (stesso dal 1997) e portoghese (stesso dal 1999). Da allora questo voluminoso archivio è stato convertito in accesso online.
Il mensile mantiene un feed RSS e pubblica sui social network Facebook e Instagram.